# Bisan-dong, Gumi
Bisan-dong (koreanska: 비산동) är en stadsdel i staden Gumi i provinsen Norra Gyeongsang i den centrala delen av Sydkorea, 205 km sydost om huvudstaden Seoul.